# Julius Ebert
Julius Ebert (Julius Sophus Emil Ebert; * 2. Dezember 1898 in Kopenhagen; † 2. März 1993 ebd.) war ein dänischer Mittel- und Langstreckenläufer.
Bei den Olympischen Spielen 1920 in Antwerpen kam er im Crosslauf auf den 20. Platz und schied über 10.000 m im Vorlauf aus.
1922 und 1923 wurde er Dänischer Meister im Crosslauf und 1922 über 1500 m.

## Persönliche Bestzeiten
- 1500 m: 4:07,2 min, 20. August 1922, Kopenhagen
- 10.000 m: 33:23,0 min, 1920